# Pakistán en los Juegos Paralímpicos de Barcelona 1992
Pakistán estuvo representado en los Juegos Paralímpicos de Barcelona 1992 por dos deportistas masculinos. El equipo paralímpico pakistaní no obtuvo ninguna medalla en estos Juegos.